# Blahbatuh
Le Blahbatuh est un kecamatan (canton) indonésien du kabupaten de Gianyar (département) de la province de Bali.
Il comprend les communes de Beludu, Belega, Blahbatuh, Bona, Buruan, Keramas, Medahan, Pering et Saba.